# Bronchocela danieli
Bronchocela danieli ist eine Echsenart aus der Familie der Agamen. Die Art ist endemisch auf den Nikobaren, Indien.

## Merkmale
Bronchocela danieli ist eine mittelgroße Echse mit einer Gesamtlänge von durchschnittlich etwa 25 bis 30 Zentimetern, einschließlich des Schwanzes. Die Kopf-Rumpf-Länge allein beträgt in der Regel etwa 7 bis 8 Zentimeter.
Die Männchen haben einen schlanken Körperbau mit einer langgestreckten Schnauze. Sie haben eine charakteristische Rückenkammlinie, die sich entlang des Rückens erstreckt. Diese Kammstruktur besteht aus vergrößerten, gekielten Schuppen und kann bei manchen Männchen sehr markant sein. Die Rückenfärbung der Männchen variiert von hellgrün bis zu einem dunkleren olivgrün, wobei sie oft eine leicht bräunliche Tönung aufweist. Einige Individuen können auch eine bläuliche oder bronzefarbene Färbung aufweisen. Die Bauchseite ist in der Regel heller und kann von gelblich bis weißlich variieren. Hinter dem Auge haben sie einen schwarzen manchmal auch gelben Fleck.
Die Weibchen sind im Allgemeinen etwas kleiner als die Männchen und weisen eine ähnliche Körperform auf. Sie haben jedoch keinen ausgeprägten Rückenkamm. Die Färbung der Weibchen ähnelt der der Männchen, wobei sie oft eine grünliche oder olivgrüne Grundfarbe aufweist.
Bronchocela danieli besitzt Extremitäten mit fünf Zehen an den Vorder- und Hinterbeinen. Die Zehen sind mit Haftlamellen ausgestattet, die es der Echse ermöglichen, sich geschickt an Bäumen und anderen Oberflächen zu bewegen.
Die Art hat eine lange, dünne und bewegliche Zunge, die zum Fangen von Beute eingesetzt wird. Ihre Augen sind groß und seitlich platziert, was ihnen ein weites Sichtfeld ermöglicht.

## Verhalten und Fortpflanzung
Bronchocela danieli ist in erster Linie eine tagaktive Echse. Sie ist am aktivsten während der Tageszeit, wenn sie auf Nahrungssuche geht oder ihr Territorium verteidigt. Tagsüber bewegt sich die Echse in den Baumkronen und nutzt ihre geschickte Kletterfähigkeit, um sich zwischen den Ästen fortzubewegen.
Es ist jedoch wichtig anzumerken, dass das Verhalten von Echsen, einschließlich ihrer Aktivitätsmuster, von verschiedenen Faktoren abhängen kann, wie beispielsweise der Umgebung, der Jahreszeit und den individuellen Bedürfnissen der Art.
In Bezug auf ihr Ruheverhalten ziehen sich Bronchocela danieli normalerweise in Unterschlüpfe zurück, wie zum Beispiel Baumhöhlen oder dichtes Laubwerk, um sich vor Fressfeinden oder ungünstigen Wetterbedingungen zu schützen.
B. danieli legt Eier.

## Lebensraum
Bronchocela danieli ist auf den Nikobaren endemisch und vermutlich lediglich auf der Insel Groß Nikobar. Der bevorzugte Lebensraum ist tropischer Regenwald. Darüber hinaus kommt sie in angrenzenden Flächen wie Dörfern oder Kokosnussplantagen vor. Sie ist meist auf Büschen und Bäumen anzutreffen.

## Gefährdung und Schutz
Die IUCN stuft die Art als nicht gefährdet ein. Ein Großteil ihres Lebensraums befindet sich innerhalb von Naturschutzgebieten, insbesondere dem Biosphärenreservat „Great Nicobar Biosphere Reserve“ auf Groß Nikobar und dem Teilgebiet des Galathea-Bay-Nationalparks.

## Taxonomie
Die Art wurde 1973 von Krishna Kant Tiwari und Sayantan Biswas als Calotes danieli erstbeschrieben. Der wissenschaftliche Name danieli ist zu Ehren des indischen Naturforschers Jivanayakam Cyril „J.C.“ Daniel.